# Boeing 737 Classic
Boeing 737 Classic — семейство ближне- и среднемагистральных узкофюзеляжных авиалайнеров производства компании Boeing, включающее в себя модификации −300, −400 и −500 пассажирского самолёта Boeing 737. Название «Classic» появилось после запуска в серию модификаций −600, −700, −800 и −900, получивших наименование «Next Generation»; семейство заменило предыдущие модели −100, −200 и Advanced. Семейство Classic производилось с 1984 по 2000 год; всего произведено 1988 самолётов.

## Разработка
После успеха модели Boeing 737-200 Advanced Boeing поставил задачу повысить пассажировместимость и дальность модели, внедрить в самолёт новейшие достижения авиастроения, но при этом сохранить преемственность с предыдущими модификациями модели 737. Разработка началась в 1979 году, а уже в 1980-м на авиасалоне в Фарнборо были обнародованы предварительные технические характеристики. В марте 1981 года US Airways и Southwest Airlines заказали по десять самолётов и опционы на покупку ещё двадцати. Самолёт, рассчитанный на 100—200 пассажиров, должен был заменить устаревший к тому времени Boeing 727 и конкурировать с McDonnell Douglas MD-80 и разрабатывавшимся Airbus A320.
Новая серия оснащалась турбовентиляторными двигателями CFM International CFM56, значительно более экономичными и менее шумными. Однако их установка представляла собой значительную проблему, поскольку для облегчения наземного обслуживания моделей 737-100, 200 и Advanced разработчики оставили очень небольшой клиренс. Проблема была решена размещением двигателей впереди крыла, а не под ним, и размещением вспомогательного оборудования по бокам от двигателя, а не под ним, что придало двигателям характерную некруглую форму. В дальнейшем такой приём назвали «hamsterization» (что можно перевести как «охомячивание»).
В новой модели было переработано крыло. Законцовка крыла была удлинена на 23 см. Были изменены закрылки и предкрылки. Кабина пилотов получила новую систему EFIS (Electronic flight instrument system), а пассажирский салон получил изменения, отработанные на модели Boeing 757.

## Варианты

### 737-300
Модель 737-300 впервые показали на заводе в Рентоне 17 января 1984 года, а первый полёт состоялся в этом же году 24 февраля. Самолёт вместимостью 149 пассажира заменил Boeing 727-100. Через две недели после получения сертификата лётной годности 14 ноября 1984 первый самолёт был передан авиакомпании USAir. Модель пользовалась значительной популярностью, что позволило Boeing получить 252 заказа только в 1985 году, а всего было произведено более 1000 экземпляров. Модификация −300 производилась до 1999 года; последним заказчиком 17 декабря 1999 года стала авиакомпания Air New Zealand (бортовой номер ZK-NGJ).
В декабре 2008 года авиакомпания Southwest Airlines заказала Boeing модернизацию своих 737-300, которая включала новые приборы, компьютерное оборудования и программное обеспечение, что должно было улучшить взаимозаменяемость с 737-700 и позволить отвечать более строгим нормативным требованиям.
737-300 может оборудоваться разработанными Boeing винглетами производства компании Aviation Partners. Оборудованный винглетами 737-300 получил обозначение −300SP (Special Performance — «улучшенные характеристики»). Кроме того, модификации −300 с большим налётом переоборудуются в грузовые версии. В настоящее время в модельном ряду Boeing модель 737-300 заменила модель следующего поколения 737-700.

### 737-400
Модификация 737-400 была разработана в 1985 году и была призвана заполнить промежуток между Boeing 737-300 и 757-200. Модификация конкурировала с Airbus A320 и McDonnell Douglas MD-80, поскольку заменила ранее конкурировавший с ними 727-200. По сравнению с 737-300 она была удлинена на 3,45 м и могла перевозить до 168 пассажиров. Для предотвращения удара хвостом о полосу был установлен отбойник. Лонжероны крыла были усилены. Первый самолёт был показан 26 января 1988 года, первый полёт состоялся 19 февраля 1988 года.
Самолёт вошёл в строй 15 сентября 1988 года; первым заказчиком стала авиакомпания Piedmont Airlines, заказавшая 25 самолётов.
Грузовая версия 737-400F не предусматривалась, однако некоторые авиакомпании заказывали переоборудование пассажирских 737-400 в грузовые. Alaska Airlines стала первой авиакомпанией, переоборудовавшей свои 737-400 в грузовые самолёты вместимостью до 10 грузовых поддонов. Авиакомпания также переоборудовала ещё пять самолётов в грузопассажирские варианты, способные одновременно перевозить пассажиров и коммерческие грузы. Модификация, названная 737-400 Combi, до сих пор эксплуатируется. Модификацию 737-400 в модельном ряду в настоящее время заменил вариант Boeing 737-800.

### 737-500
Модификация 737-500 стала ответом на требование заказчиков представить более современную и экономичную версию 737-200. Модель планировалось использовать на более длинных маршрутах с меньшей загрузкой, где 737-300 представлялся неэкономичным. Фюзеляж 737-500 на 47 см длиннее модели 737-200 и позволяет перевозить до 132 пассажиров. Предлагались варианты как с традиционными приборами, так и со стеклянной кабиной. Использование двигателей CFM56-3 обеспечивало 25%-ую экономию топлива по сравнению с двигателями Pratt&Whitney на модели 737-200.
Модификация 737-500 была представлена в 1987 году; первым заказчиком стала авиакомпания Southwest Airlines, заказавшая 20 самолётов. Первый полёт состоялся 30 июня 1989 года. Для завершения сертификации прототип налетал всего 375 часов и 28 февраля 1990 года Southwest Airlines получила первый самолёт этой модификации.
Модификация 737-500 стала излюбленной моделью некоторых российских авиакомпаний, таких как Нордавиа, Россия, S7 Airlines, Sky Express, Transaero и Ямал. Они покупали подержанные самолёты для замены устаревших советских машин либо для расширения авиапарка. Авиакомпания Aerolíneas Argentinas заменяет свои 737-200 подержанными 737-500. В настоящее время 737-500 заменила модификация 737-600. Однако, в отличие от 737-500, 737-600 продаётся гораздо хуже — за всё время продано лишь 69 самолётов.

## Эксплуатанты

### Гражданские
На июль 2010 г. эксплуатировался 1651 Boeing 737 Classic. Сюда входят:
- 737-300 — 879 штук
- 737-400 — 419 штук
- 737-500 — 353 штук[13]

### Военные
Многие страны эксплуатируют пассажирские и грузовые варианты Boeing 737 в качестве правительственного и военного транспорта.
- Бразилия, Венесуэла, Индия, Индонезия, Колумбия, Кувейт, Мексика, Нигер, Перу, Филиппины, Таиланд, Тайвань, ОАЭ, Чили, Южная Корея.
- ВВС Китая используют Boeing 737-300 (бортовой номер B-4052) как воздушный командный пункт.

### Поставки
| Модификация | Всего | 2000 | 1999 | 1998 | 1997 | 1996 | 1995 | 1994 | 1993 | 1992 | 1991 | 1990 | 1989 | 1988 | 1987 | 1986 | 1985 | 1984 |
| ----------- | ----- | ---- | ---- | ---- | ---- | ---- | ---- | ---- | ---- | ---- | ---- | ---- | ---- | ---- | ---- | ---- | ---- | ---- |
| 737-300     | 1113  |      | 29   | 52   | 65   | 37   | 52   | 54   | 54   | 57   | 69   | 67   | 89   | 141  | 137  | 120  | 83   | 7    |
| 737-400     | 486   | 2    | 9    | 33   | 33   | 21   | 13   | 32   | 68   | 82   | 56   | 63   | 57   | 17   |      |      |      |      |
| 737-500     | 389   |      | 4    | 31   | 34   | 18   | 24   | 35   | 30   | 79   | 90   | 44   |      |      |      |      |      |      |
| Всего       | 1988  | 2    | 42   | 116  | 132  | 76   | 89   | 121  | 152  | 218  | 215  | 174  | 146  | 158  | 137  | 120  | 83   | 7    |

- Источник:[14]

## Лётно-технические характеристики
|                                                            | 737-300                                                                             | 737-400                                                                             | 737-500                                                                             |
| ---------------------------------------------------------- | ----------------------------------------------------------------------------------- | ----------------------------------------------------------------------------------- | ----------------------------------------------------------------------------------- |
| Экипаж                                                     | Два пилота                                                                          | Два пилота                                                                          | Два пилота                                                                          |
| Пассажировместимость                                       | 149 (1 класс, плотная компоновка) 140 (1 класс, обычная) 128 (2 класса, обычная)    | 168 (1 класс, плотная) 159 (1 класс, обычная) 146 (2 класса, обычная)               | 132 (1 класс, плотная) 122 (1 класс, обычная) 108 (2 класса, обычная)               |
| Расстояние между креслами                                  | 76 см (1 класс, плотная) 81 см (1 класс, обычная) 91 см и 81 см (2 класса, обычная) | 76 см (1 класс, плотная) 81 см (1 класс, обычная) 91 см и 81 см (2 класса, обычная) | 76 см (1 класс, плотная) 81 см (1 класс, обычная) 91 см и 81 см (2 класса, обычная) |
| Ширина кресел                                              | 43 см (1 класс, 6 кресел в ряд)                                                     | 43 см (1 класс, 6 кресел в ряд)                                                     | 43 см (1 класс, 6 кресел в ряд)                                                     |
| Длина                                                      | 33,4 м                                                                              | 36,5 м                                                                              | 31,1 м                                                                              |
| Размах крыла                                               | 28,88 м                                                                             | 28,9 м                                                                              | 28,9 м                                                                              |
| Высота                                                     | 11,13 м                                                                             | 11,1 м                                                                              | 11,1 м                                                                              |
| Стреловидность крыла                                       | 25°                                                                                 | 25°                                                                                 | 25°                                                                                 |
| Удлинение                                                  | 9,11                                                                                | 9,16                                                                                | 9,16                                                                                |
| Ширина фюзеляжа                                            | 3,76 м                                                                              | 3,76 м                                                                              | 3,76 м                                                                              |
| Высота фюзеляжа                                            | 4,11 м                                                                              | 4,11 м                                                                              | 4,11 м                                                                              |
| Ширина салона                                              | 3,54 м                                                                              | 3,54 м                                                                              | 3,54 м                                                                              |
| Высота кабины                                              | 2,20 м                                                                              | 2,20 м                                                                              | 2,20 м                                                                              |
| Вес пустого, обычный                                       | 32 700 кг                                                                           | 33 200 кг                                                                           | 31 300 кг                                                                           |
| Максимальная взлётная масса                                | 62 820 кг                                                                           | 68 050 кг                                                                           | 60 550 кг                                                                           |
| Максимальная посадочная масса                              | 51 700 кг                                                                           | 56 200 кг                                                                           | 50 000 кг                                                                           |
| Масса без топлива                                          | 48 410 кг                                                                           | 53 100 кг                                                                           | 46 700 кг                                                                           |
| Объём груза                                                | 23,3 м³                                                                             | 38,9 м³                                                                             | 23,3 м³                                                                             |
| Разбег (МВМ, на уровне моря, стандартные погодные условия) | 2300 м                                                                              | 2540 м                                                                              | 2470 м                                                                              |
| Потолок                                                    | 11 300 м                                                                            | 11 300 м                                                                            | 11 300 м                                                                            |
| Крейсерская скорость                                       | M=0,74                                                                              | M=0,74                                                                              | M=0,74                                                                              |
| Максимальная скорость                                      | M=0,82                                                                              | M=0,82                                                                              | M=0,82                                                                              |
| Дальность с макс. загрузкой                                | 4204 км                                                                             | 4204 км                                                                             | 4444 км                                                                             |
| Макс. объём топлива                                        | 23 170 л                                                                            | 23 800 л                                                                            | 23 800 л                                                                            |
| Двигатели (производитель)                                  | CFM International                                                                   | CFM International                                                                   | CFM International                                                                   |
| Тип (x2)                                                   | CFM International CFM56                                                             | CFM56-3B-2                                                                          | CFM56-3B-1                                                                          |
| Взлётная тяга                                              | 90 кН                                                                               | 98 кН                                                                               | 90 кН                                                                               |
| Крейсерская тяга                                           | 21,8 кН                                                                             | 21,9 кН                                                                             | 21,8 кН                                                                             |
| Диаметр вентилятора                                        | 1,52 м                                                                              | 1,52 м                                                                              | 1,52 м                                                                              |
| Степень двухконтурности                                    | 5.0:1                                                                               | 4.9:1                                                                               | 5.0:1                                                                               |
| Длина двигателя                                            | 2,36 м                                                                              | 2,36 м                                                                              | 2,36 м                                                                              |
| Сухой вес двигателя                                        | 1950 кг                                                                             | 1950 кг                                                                             | 1950 кг                                                                             |
| Клиренс двигателей                                         | 46 см                                                                               | 46 см                                                                               | 46 см                                                                               |

Источник: Boeing

## Похожие самолёты
- Airbus A320
- McDonnell Douglas DC-9
- McDonnell Douglas MD-80
- McDonnell Douglas MD-90
- Ту-124
- Ту-134
- Ту-154
- Як-42